# Upadłe anioły (film)
Upadłe anioły (chiń. 墮落天使) – hongkoński film z 1995 w reżyserii Wong Kar-Waia.